# Eucithara souverbiei
Eucithara souverbiei é uma espécie de gastrópode do gênero Eucithara, pertencente à família Mangeliidae.